# Плиев, Руслан Султанович
Руслан Султанович Плиев (ингуш. Пхьилекъонги Султана Руслан) (5 ноября 1942, Назрань, Чечено-Ингушская АССР — 30 октября 2012) — председатель Народного Собрания — Парламента Республики Ингушетия (1995—2003).

## Биография
В 1966 году окончил Бакинское высшее общевойсковое командное училище. Служил в Закавказском, Среднеазиатском и Киевском военных округах, в Группе советских войск в Германии и в Центральной группе войск (Чехословакия). В 1979 году окончил Военно-политическую академию им. В. И. Ленина. Участвовал в боевых действиях на территории Афганистана, был заместителем командира полка. В 1992 году в звании полковника вышел в отставку.
В 1992—1993 годах — глава администрации Сунженского района Республики Ингушетия, в 1993—1995 — руководитель администрации Президента Республики Ингушетия Р. С. Аушева.
В августе 1994 года был избран председателем президиума Съезда народов Ингушетии. С 1994 — депутат, с 20 июля 1995 года — председатель Народного Собрания — Парламента Республики Ингушетия первого созыва; занимал этот пост и во втором созыве Народного Собрания (с февраля 1999). Отстаивал права ингушей на исконно ингушские территории Пригородного района. С 23 января 1996 по март 2001 года — член Совета Федерации Федерального Собрания РФ (по должности), входил в состав Комитета по делам федерации, федеративному договору и региональной политике. В декабре 2003 года вышел на пенсию.

## Научная деятельность
В 2000 году защитил кандидатскую диссертацию. Имеет публикации по историко-политической и языковедческой тематике.

### Избранные труды
- Плиев Р. С. Нахско-этрусские лексические встречи : Автореф. дис. … канд. филол. наук. — Нальчик, 2000. — 31 с.
- Плиев Р. С. Хранитель тайн — язык… — М.: Издатцентр, 1997. — 109 с. — 2000 экз.
- Плиев Р. С. Язык — народа память. — М.: [б. и.], 2006. — 287 с. — ISBN 5-88149-251-X
- «Нахские языки — ключ к этрусским тайнам»
- «Хождение нарта в орсы и росы»

## Награды
- орден Красного Знамени
- орден Красной Звезды
- орден «За службу Родине в Вооружённых Силах СССР» III степени
- Орден «За заслуги»[1]
- 14 медалей.